# Just another language
Just another language eller JAL, som det vardagligt kallas, är ett programspråk för PIC-mikroprocessorer. Språket är öppen källkod. Språket utvecklades av Wouter Olaf van Ooijen på grund av brist på billiga eller gratis högnivåspråk. JAL liknar till stor del Pascal. Eftersom språket är fritt att användas så finns det en stor användargrupp med många exempel och programbibliotek.

## Exempel: "Blink a LED"
Koden nedan är generell och blinkar en lysdiod på port A0 med en period på 1 sekund.
Observera att "fxyz" skall bytas ut mot rätt blibliotek för din mikrokontroller.
```
   include fxyz
   include jlib     
   
   var bit LED is pin_a0
   pin_a0_direction = output
   
   forever loop
       delay_100ms( 5 )
       LED = high
       delay_100ms( 5 )
       LED = low
   end loop
```